# Source
Source är en spelmotor skapad av Valve Corporation. Spelmotorn stöder Microsoft Windows (32 och 64-bit), Mac OS, Xbox, Xbox 360, och Playstation 3. Spelmotorn gjorde debut under 2004 då den användes i Half-Life 2 och senare även i Counter-Strike: Source. Andra spel som använder motorn inkluderar Team Fortress 2, Portal, Left 4 Dead, Dark Messiah of Might and Magic, Mabinogi Heroes och Postal III, Dota 2. När spelmotorn lanserades 2004 var den banbrytande tack vare sin fysikmotor som tillät pussel i spelen som involverade realistiska fysiska fenomen såsom gravitation, friktion, bärkraft, luftmotstånd och ytspänning med miljön omkring spelaren.
Fysikmotorn är en tungt modifierad version av det irländska företaget Havoks fysikmotor Havok Physics.

## Source 2
I augusti 2012 hittades referenser ur skript för Valve's Source Filmmaker applikation, där bland annat "Source 2" nämndes ett flertal gånger. 
I november 2012 bekräftade Valve's grundare Gabe Newell att en ny generation av spelmotorn är under utveckling. 